# Polioxolmis
Genre
Polioxolmis est un genre monotypique de passereaux de la famille des Tyrannidés. Il se trouve à l'état naturel en Amérique du Sud,.

## Liste des espèces
Selon la classification de référence du Congrès ornithologique international (version 9.1, 2019) :
- Polioxolmis rufipennis (Taczanowski, 1874) – Pépoaza à ailes rousses ou Moucherolle à ailes rousses
  - Polioxolmis rufipennis rufipennis (Taczanowski, 1874)
  - Polioxolmis rufipennis bolivianus Fjeldså, 1990